# フレデリック・マーシャル
フレデリック・マーシャル（Frederic Marshall、1839年 - 1905年）は、イギリス生まれの弁護士・ジャーナリスト・実業家。1870年代以降、パリの在フランス日本公使館に雇用されて日本の情報発信に尽力したお雇い外国人。明治維新後の日本政府の長年の悲願となった条約改正に向けた活動の中で、大きな役割を果たした。

## 略歴

### ジャーナリストとしての経歴
1839年イギリスで生まれているが、前半生はよく分かっていない。1840年代後半頃からフランスへ渡り、以後30年以上パリに居住した。1871年7月号の『ブラックウッズ・エジンバラ・マガジン』に、パリ・コミューンによる混乱の中にあるパリの様子を描いた文章を寄稿し、英国ジャーナリズム界に強烈な印象を与えた。その後、1871年11月から翌1872年8月にかけて同誌に「フランスの家庭生活」(French home life)を連載した。

### 鮫島との出会いと日本公使館
連載中の1871年、日本の在フランス公使としてパリに赴任した鮫島尚信に雇用され、日本の情報発信業務に従事する。当時、ヨーロッパ各国視察と不平等条約改正のための岩倉使節団がアメリカ合衆国での旅程を終え、ヨーロッパへ到着する直前であり、鮫島は日本の現状の制度や文化について一般市民に伝える必要を感じ、マーシャルにその発信を依頼したのである。雇用契約は半日勤務で月額50ポンド（≒250円≒1250フラン相当）、翌1872年秋からは全日勤務で月額80ポンド（≒400円≒2000フラン相当）だったという。さっそく同誌で日本に関する連載が始められたが、全般的にアジアに関心が薄かったヨーロッパ市民にはほとんど無視され、逆に英国の廉価月刊誌『マクミランズ・マガジン』にはマーシャル論文の情報源は信用できず、条約改正は時期尚早であるとの批判まで書かれる結果となった。
岩倉使節団の帰国後はブラックウッズ・マガジン誌に「国際的虚栄」(International Vanities)を連載。日本のように新たに欧米の外交クラブに参入した国の立場から見て、いかに西欧の外交慣習や儀礼・マナーというものが複雑で無駄の多いものかを力説するなど、ヨーロッパ文化を相対化・客観視する目を持っていた。明治日本政府は関税自主権の喪失や領事裁判権・片務的最恵国待遇という不利な点を持つ不平等条約の改正を国是としており、そのためにマーシャルの人脈と広報力に期待を寄せた。

### 条約改正への奮闘
1873年（明治6年）8月に米国との間で締結されていた日米郵便交換条約は翌1874年4月18日に批准交換されたが、イギリス・フランス両国は、日本国内の諸制度の整備の遅れから、日本の郵便主権を認めようとしなかった。鮫島は病気療養中で南仏トゥーロンに滞在中であったが、マーシャルは渡英して第2次ディズレーリ（ビーコンズフィールド）内閣の外相ダービー伯と非公式に会談、英国も米国と同様に日本と郵便条約を締結し、また関税自主権を認めるのが適当であると主張したが、英国側の不信感をぬぐうことはできず、条約締結には至らなかった（フランスもこれにならい、10月に郵便条約調印拒否を正式に回答した）。
この後、同年からマーシャルは鮫島とともに日本の外交官へ向けた外交慣習やマナーなどを説明した手引書の作成に尽力。全文英語で書かれた『Diplomatic Guide』（邦題は鮫島が「外国交法案内」と命名）として結実した（印刷はブラックウッド社が請け負った）。病身の鮫島が療養のため、できたばかりの著書を携えて一時帰国すると、駐英公使上野景範との間にパイプを築き、さらなる情報活動を進めた。1876年（明治9年）には寺島宗則外務卿が主導する条約改正への動きが始まり、マーシャルも上野の命により、パリ日本公使館を拠点に情報活動を再開。特に対日本政策で協調的な方針をとろうとする英仏両国を分断することを画策した。この企ては、日本における外国人の銃猟規則違反に伴う罰金の支払先についてフランス政府を説得し、英国外務省の方針と異なる対応をとらせるなど、ある程度の成功を見た。翌年以降も英仏間を往復し、駐仏ドイツ大使ホーエンローエ侯爵や、フランス外務大臣デュカス公爵とも親交を深めた。これらの交渉は1878年（明治11年）の吉田・エヴァーツ条約として結実するが、駐日英国公使パークスらの反対により、発効には至らなかった。しかし、これらの功績により同年日本政府より、勲四等旭日章を授与される。

### 鮫島の死と解雇
1880年（明治13年）、駐仏公使鮫島尚信が死去すると、マーシャルは南イングランドのブライトンに移住するが、翌1881年（明治14年）にはパリ日本公使館顧問格(Conseiller Hononaire)に就任。寺島に代わって外務卿（のち外務大臣）に就任した井上馨も条約改正には熱心であり、マーシャルの情報活動も継続された。1883年（明治16年）にフランス軍が安南（ベトナム）ハノイを占領する安南事件が発生すると、マーシャルは井上の内訓を受けて、安南に対する清国の宗主権問題についてフランス外務省と連携する用意があると打診。ここでフランスに恩を売ることで条約改正へ有利にする思惑であった。はじめ乗り気でなかったフランスもマーシャルの交渉に応じ、北平（北京）に駐在中のフランス公使フレドリック・ブーレーと日本公使榎本武揚との会談につながった。
井上外務卿は新通商条約の締結により、治外法権を除外して関税自主権の回復のみを狙う方針をとったが、依然パークスの反対により難航していた。マーシャルは当時憲法作成の調査のために滞欧中であった伊藤博文や、英国公使森有礼、駐仏公使蜂須賀茂韶らと連携しつつ、フランス外務省政務局長・商務局長に英国の方針に反対するよう働きかけた。6月20日にフランス外務省から日本案の受諾連絡を受けると、マーシャルはブリュッセルに赴き、対ベルギー交渉を開始。ベルギー外務次官ランベルモン男爵との会談内容を「ベルギー覚書(Belgian Nore)」として伊藤に詳細に報告した。これによりドイツも新条約に興味を示したが、結局これも失敗に終わる。しかしマーシャルの功績を重く見た蜂須賀公使は、日本政府に対しマーシャルへ褒賞金を賜与することを要請。マーシャルは賞与金10,000フランを下賜された。しかしその後、公使館の頭越しに井上・伊藤と連絡を取るマーシャルに対し蜂須賀が不快の念を抱き、両者は次第に疎遠となった。1885年（明治18年）パリ日本公使館に赴任した書記官原敬は、伊藤の内命を受けて、マーシャルと蜂須賀の和解を図っている。翌1886年（明治19年）6月には帰国する蜂須賀主催の晩餐会にマーシャル夫妻が招待され、関係の修復が窺える。マーシャルは、蜂須賀離任に伴って臨時代理公使となった原とも親交を続け、外交のノウハウを伝授した。1888年（明治21年）6月30日に日本政府は在外公館経費節約のため、マーシャルを解雇したが、一時金として月給3月分（6,000フラン）を下賜するとともに、多年の功労に報いるため、以後年額1,500円の終身年金（恩給）を与えることとなった。同時に勲三等旭日章を授与。1905年（明治38年）に没した。

## 著書
- "Population and Trade in France in 1861-62"（フランスの人口と貿易1861-62、ISBN 0559279620）
- "French home life"（フランスの家庭生活、ASIN B000882AHU）
- "International Vanities"（国際的虚栄、ISBN 0217492029）

など。